# Cattleya isabellae
Cattleya isabellae är en orkidéart som beskrevs av Heinrich Gustav Reichenbach. Cattleya isabellae ingår i släktet Cattleya och familjen orkidéer. Inga underarter finns listade i Catalogue of Life.